# 원더스완 컬러

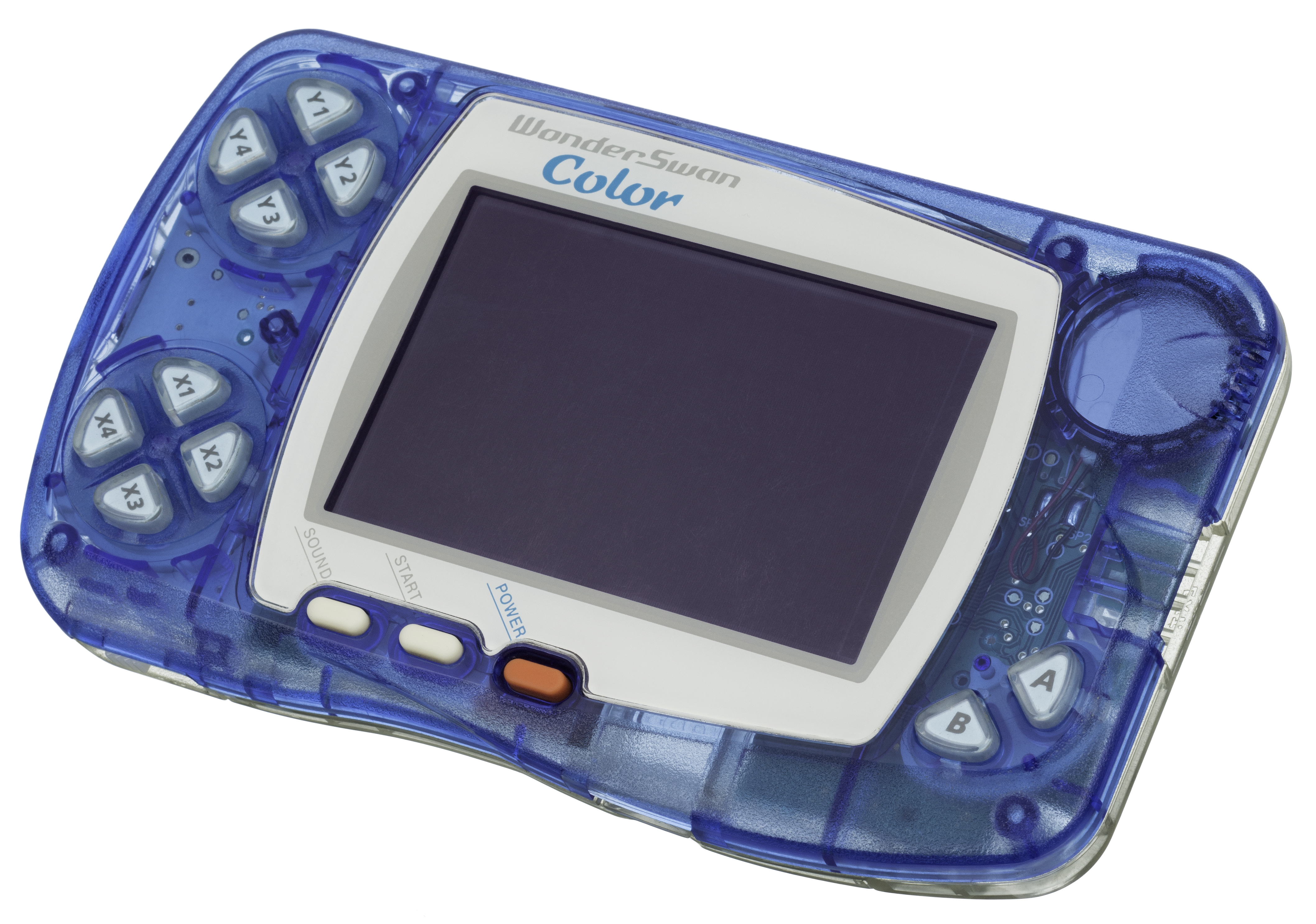

《원더스완 컬러》(WonderSwan Color, 일본어: ワンダースワンカラー)는 반다이에서 발매된 원더스완의 후계 기종이다. 2000년 12월 9일 일본 발매.
컬러 액정이 최대의 특징으로 크기나 무게는 원더스완과 거의 변화가 없지만 화면의 가로폭이 약간 커졌다. 배터리 사용 시간은 약 2/3로 줄어들었고, 게임보이 칼라나 네오 지오 포켓 컬러와는 달리 STN 액정이었기 때문에 화면의 잔상이 심한 것이 단점이었다.
발매 당시에는 스퀘어의 파이널 판타지 시리즈의 이식 등으로 화제를 모았지만, 그밖에 눈에 띄는 게임이 많지 않아 큰 인기는 끌지 못했다. 결국 일 년 후 발매된 게임보이 어드밴스와 큰 차이가 벌어지며, 시장에서 모습을 감추었다.
대한민국에서도 발매되었는데 당시에 영실업과 반다이코리아와 공동 업무 체결을 맺을 때 디지몬 열풍으로 인해 판매했으나 실적 및 판매 저조로 업무 체결은 끝나고 분리되고 만다.

## 같이 보기
- 원더스완